# Varrains
Varrains is een gemeente in het Franse departement Maine-et-Loire (regio Pays de la Loire). De plaats maakt deel uit van het arrondissement Saumur. Varrains telde op 1 januari 2022 1.282 inwoners.

## Geografie
De oppervlakte van Varrains bedroeg op 1 januari 2022 3,4 vierkante kilometer; de bevolkingsdichtheid was toen 377,1 inwoners per km².

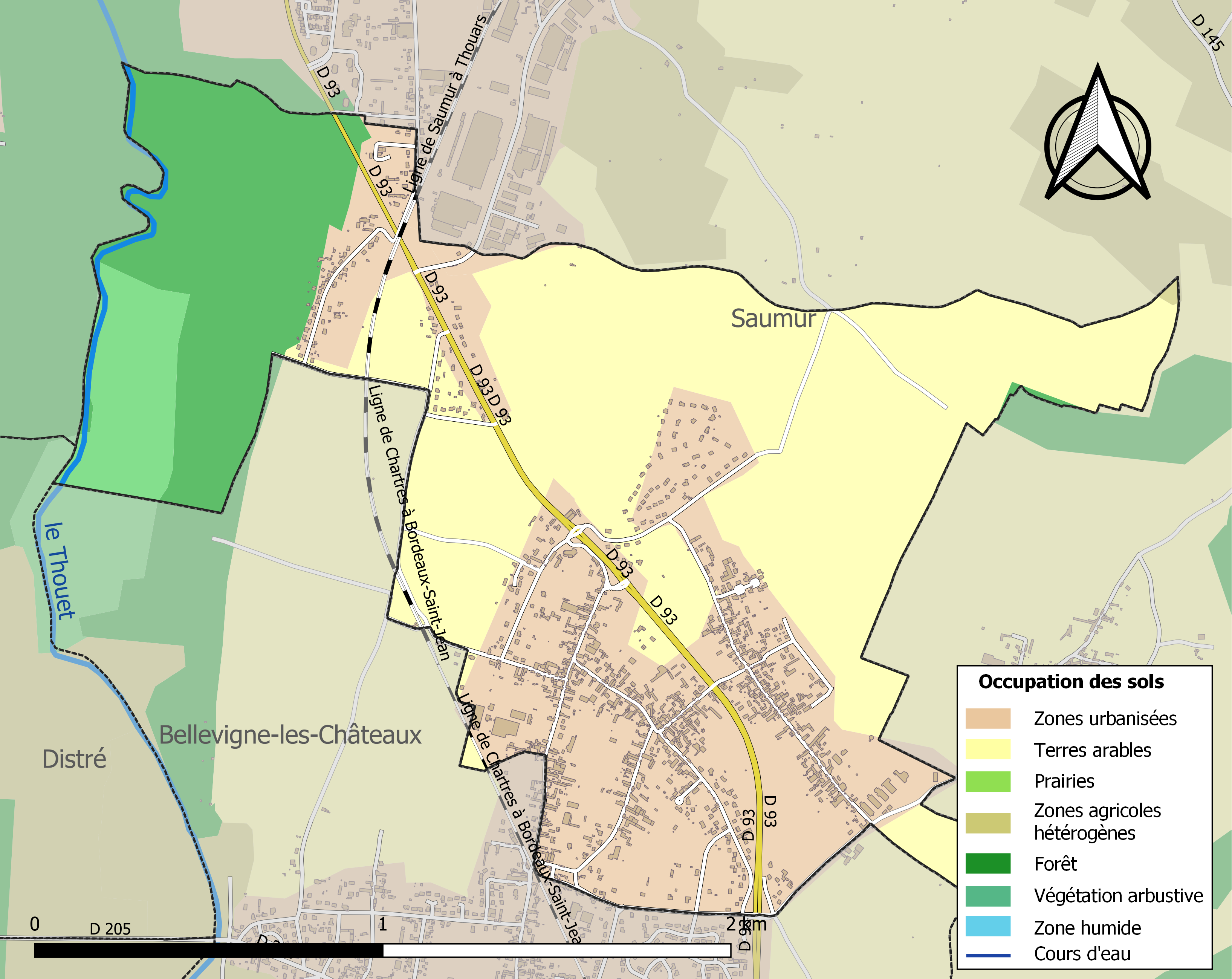
Kaart van de gemeente met de belangrijkste infrastructuur, bodemgebruik en omliggende gemeenten

## Demografie
Onderstaande figuur toont het verloop van het inwonertal (bron: INSEE-tellingen).